# Saint-Vaast-du-Val
Saint-Vaast-du-Val és un municipi francès situat al departament del Sena Marítim i a la regió de Normandia. L'any 2007 tenia 396 habitants.

## Demografia

### Població
El 2007 la població de fet de Saint-Vaast-du-Val era de 396 persones. Hi havia 138 famílies de les quals 22 eren unipersonals (13 homes vivint sols i 9 dones vivint soles), 27 parelles sense fills, 76 parelles amb fills i 13 famílies monoparentals amb fills.
La població ha evolucionat segons el següent gràfic:
Habitants censats

### Habitatges
El 2007 hi havia 145 habitatges, 135 eren l'habitatge principal de la família, 2 eren segones residències i 8 estaven desocupats. Tots els 145 habitatges eren cases. Dels 135 habitatges principals, 120 estaven ocupats pels seus propietaris, 11 estaven llogats i ocupats pels llogaters i 3 estaven cedits a títol gratuït; 2 tenien dues cambres, 10 en tenien tres, 24 en tenien quatre i 98 en tenien cinc o més. 101 habitatges disposaven pel capbaix d'una plaça de pàrquing. A 43 habitatges hi havia un automòbil i a 83 n'hi havia dos o més.

### Piràmide de població
La piràmide de població per edats i sexe el 2009 era:
| Homes | Edats   | Dones |
| ----- | ------- | ----- |
| 0     | 95 o +  | 0     |
| 4     | 90 a 94 | 0     |
| 0     | 85 a 89 | 0     |
| 4     | 80 a 84 | 4     |
| 0     | 75 a 79 | 4     |
| 8     | 70 a 74 | 0     |
| 8     | 65 a 69 | 4     |
| 8     | 60 a 64 | 4     |
| 8     | 55 a 59 | 8     |
| 8     | 50 a 54 | 4     |
| 20    | 45 a 49 | 16    |
| 20    | 40 a 44 | 20    |
| 8     | 35 a 39 | 12    |
| 8     | 30 a 34 | 4     |
| 12    | 25 a 29 | 8     |
| 16    | 20 a 24 | 4     |
| 20    | 15 a 19 | 16    |
| 36    | 10 a 14 | 8     |
| 20    | 5 a 9   | 0     |
| 0     | 0 a 4   | 4     |

## Economia
El 2007 la població en edat de treballar era de 265 persones, 211 eren actives i 54 eren inactives. De les 211 persones actives 192 estaven ocupades (112 homes i 80 dones) i 19 estaven aturades (10 homes i 9 dones). De les 54 persones inactives 19 estaven jubilades, 14 estaven estudiant i 21 estaven classificades com a «altres inactius».

### Ingressos
El 2009 a Saint-Vaast-du-Val hi havia 144 unitats fiscals que integraven 432,5 persones, la mediana anual d'ingressos fiscals per persona era de 18.534 €.

### Activitats econòmiques
Dels 6 establiments que hi havia el 2007, 3 eren d'empreses de construcció, 1 d'una empresa de transport, 1 d'una empresa d'informació i comunicació i 1 d'una empresa de serveis.
Dels 3 establiments de servei als particulars que hi havia el 2009, 1 era una fusteria, 1 lampisteria i 1 empresa de construcció.
L'any 2000 a Saint-Vaast-du-Val hi havia 14 explotacions agrícoles que ocupaven un total de 595 hectàrees.

## Poblacions més properes
El següent diagrama mostra les poblacions més properes.